# Supercoppa greca (pallavolo maschile)
La Supercoppa greca è una competizione pallavolistica per squadre di club greche maschili, organizzata con cadenza annuale dalla EOPE.

## Edizioni
| Edizione      | Edizione                    | Podio                                    | Podio                                    | Podio                                    |                                          |
| Anno          | Sede della finale           | Campione                                 | Risultato                                | Finalista                                |                                          |
| ------------- | --------------------------- | ---------------------------------------- | ---------------------------------------- | ---------------------------------------- | ---------------------------------------- |
| 1997 Dettagli | Volos                       | Arīs Salonicco                           | 3 - 0                                    | Olympiakos                               |                                          |
| 1998          | -                           | Non disputata - Double Olympiakos        | Non disputata - Double Olympiakos        | Non disputata - Double Olympiakos        | Non disputata - Double Olympiakos        |
| 1999          | -                           | Non disputata - Double Olympiakos        | Non disputata - Double Olympiakos        | Non disputata - Double Olympiakos        | Non disputata - Double Olympiakos        |
| 2000 Dettagli | Salonicco                   | Olympiakos                               | 3 - 1                                    | Īraklīs Salonicco                        |                                          |
| 2001          | -                           | Non disputata - Double Olympiakos        | Non disputata - Double Olympiakos        | Non disputata - Double Olympiakos        | Non disputata - Double Olympiakos        |
| 2002          | -                           | Non disputata - Double Īraklīs Salonicco | Non disputata - Double Īraklīs Salonicco | Non disputata - Double Īraklīs Salonicco | Non disputata - Double Īraklīs Salonicco |
| 2003          | -                           | Non disputata                            | Non disputata                            | Non disputata                            | Non disputata                            |
| 2004 Dettagli | Larissa                     | Īraklīs Salonicco                        | 3 - 1                                    | Panathīnaïkos                            |                                          |
| 2005 Dettagli | Lamia                       | Īraklīs Salonicco                        | 3 - 0                                    | Olympiakos                               |                                          |
| 2006 Dettagli | Lamia                       | Panathīnaïkos                            | 3 - 0                                    | Īraklīs Salonicco                        |                                          |
| 2007 Dettagli | Salonicco                   | Īraklīs Salonicco                        | 3 - 2                                    | Panathīnaïkos                            |                                          |
| 2008 Dettagli | Larissa                     | Īraklīs Salonicco                        | 3 - 2                                    | Panathīnaïkos                            |                                          |
| 2009          | -                           | Non disputata - Double Olympiakos        | Non disputata - Double Olympiakos        | Non disputata - Double Olympiakos        | Non disputata - Double Olympiakos        |
| 2010 Dettagli | Santorini                   | Olympiakos                               | 3 - 1                                    | Panathīnaïkos                            |                                          |
| 2011          | -                           | Non disputata - Double Olympiakos        | Non disputata - Double Olympiakos        | Non disputata - Double Olympiakos        | Non disputata - Double Olympiakos        |
| 2012          | -                           | Non disputata - Double Īraklīs Salonicco | Non disputata - Double Īraklīs Salonicco | Non disputata - Double Īraklīs Salonicco | Non disputata - Double Īraklīs Salonicco |
| 2013          | -                           | Non disputata - Double Olympiakos        | Non disputata - Double Olympiakos        | Non disputata - Double Olympiakos        | Non disputata - Double Olympiakos        |
| 2014          | -                           | Non disputata - Double Olympiakos        | Non disputata - Double Olympiakos        | Non disputata - Double Olympiakos        | Non disputata - Double Olympiakos        |
| 2015          | -                           | Non disputata - Double PAOK              | Non disputata - Double PAOK              | Non disputata - Double PAOK              | Non disputata - Double PAOK              |
| 2016-2020     | -                           | Non disputata                            | Non disputata                            | Non disputata                            | Non disputata                            |
| 2021 Dettagli | Rodi                        | Foinikas Syro                            | 3 - 0                                    | Olympiakos                               |                                          |
| 2022 Dettagli | Candia                      | Panathīnaïkos                            | 3 - 1                                    | PAOK                                     |                                          |
| 2023 Dettagli | Nikaia-Agios Ioannis Rentis | PAOK                                     | 3 - 2                                    | Olympiakos                               |                                          |
| 2024 Dettagli | Palaio Faliro               | Olympiakos                               | 3 - 1                                    | Milōn                                    |                                          |

## Palmarès
| Squadra           | Titolo | Edizione               |
| ----------------- | ------ | ---------------------- |
| Īraklīs Salonicco | 4      | 2004, 2005, 2007, 2008 |
| Olympiakos        | 3      | 2000, 2010, 2024       |
| Panathīnaïkos     | 2      | 2006, 2022             |
| Arīs Salonicco    | 1      | 1997                   |
| Foinikas Syro     | 1      | 2021                   |
| PAOK              | 1      | 2023                   |